# Bleihammer
Ein Bleihammer ist ein Hammer mit einem metallischen, aber vergleichsweise weichen Kopf aus Blei.
Bleihämmer haben einen schweren Kopf und können somit einen wuchtigen Schlag ausüben, bei dem sich jedoch der Kopf leicht verformt, sodass der Impuls nicht unmittelbar, sondern über einen (sehr kleinen) Zeitraum erstreckt ausgeübt wird. Einsatzmöglichkeiten sind beispielsweise das Festschlagen von empfindlichen Bauteilen wie Felgen an einem Automobil, die Knochenchirurgie oder beim Zahnarzt das Einklopfen von Kronen beim Einzementieren.